# Rosa de la Palma
Rosa de la Palma  är en ort i kommunen San José del Rincón i delstaten Mexiko i Mexiko. Samhället hade 492 invånare vid folkräkningen 2020.